# Любовь, свадьбы и прочие катастрофы
«Любовь, свадьбы и прочие катастрофы» (англ. Love, Weddings & Other Disasters) — романтическая комедия, снятая Деннисом Дуганом по сценарию, написанному совместно с Айлин Конн и Ларри Миллером. В главных ролях: Дайан Китон, Джереми Айронс, Мэгги Грейс, Диего Бонета и Эндрю Бэчелор.
Релиз фильма состоялся 4 декабря 2020 года компанией Saban Films.

## В ролях
- Дайан Китон — Сара
- Джереми Айронс — Лоуренс Филлипс
- Диего Бонета — Мак
- ЧинДжу Ли — Йони
- Джесси Маккартни — Ленни
- Вероника Феррес — Бев
- Деннис Старосельский — Роберт Бартон
- Тодд Стэшвик
- Мэгги Грейс — Джесси
- Каролина Порту — Лиз Рафферти
- Мелинда Хилл — Светалана
- Эндрю Бэчелор — капитан Ритчи
- Уильям Ксифарас — Менни
- Гейл Беннингтон — Тина
- Эль Кинг — Джордан
- Китон Саймонс

## Производство
В августе 2019 года стало известно, что Дайан Китон, Джереми Айронс, ЧинДжу Ли, Джесси Маккартни и Вероника Феррес присоединились к актёрскому составу фильма, а Деннис Дуган выступит в качестве режиссёра по сценарию, написанному совместно с Айлин Конн и Ларри Миллером. В сентябре 2019 года Тодд Стэшвик, Деннис Старосельский, Мэгги Грейс, Каролина Порту и Мелинда Хилл присоединились к актёрскому составу фильма. В октябре 2019 года Эндрю Бэчелор присоединился к актёрскому составу фильма.
Съёмочный период начался в сентябре 2019 года. Съёмки проходили в Бостоне, в том числе в Общественном саду, а также в различных районах Южного Бостона.

## Релиз
В августе 2020 года Saban Films приобрела права на дистрибуцию фильма. Релиз состоялся 4 декабря 2020 года.